# Corola

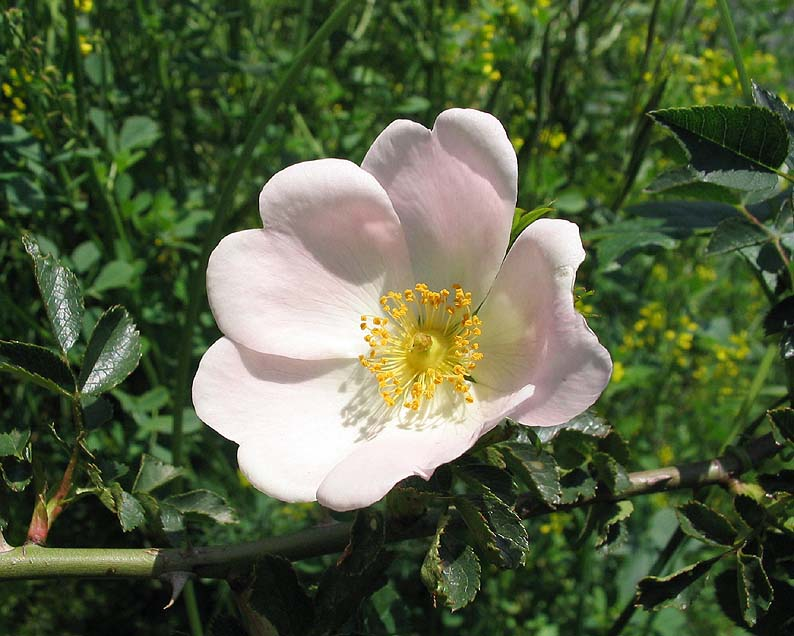
Corola de Rosa canina.

Corola (do termo latino corolla, "pequena flor") é o conjunto de pétalas de uma flor. Tecnicamente corresponde ao verticilo interno do perianto da flor, quase sempre vistoso. Está associada à proteção do androceu e do gineceu e à atração e seleção dos polinizadores. As pétalas costumam estar dispostas livres entre sí ou fusionadas às outras. Quando fusionadas, a porção estreita basal recebe o nome de "tubo", a porção superior livre "limbo", e a abertura "fauce".
Estão presente apenas em angiospermas.

## Flores
Suas flores são geralmente coloridas e com diversas variações de coloração, tamanho e forma. Colorações "esverdeadas" costumam ser menos comuns. As cores são importantes na polinização pois atraem insetos que transportam o pólen do estame de uma flor, ao carpelo de outra flor.

## Polinização
A polinização foi tema de inúmeros estudos por parte do naturalista inglês Charles Darwin, contribuindo de forma substancial na formulação de sua Teoria evolutiva (publicada em 1859 com o nome de A Origem das Espécies).

## Galeria

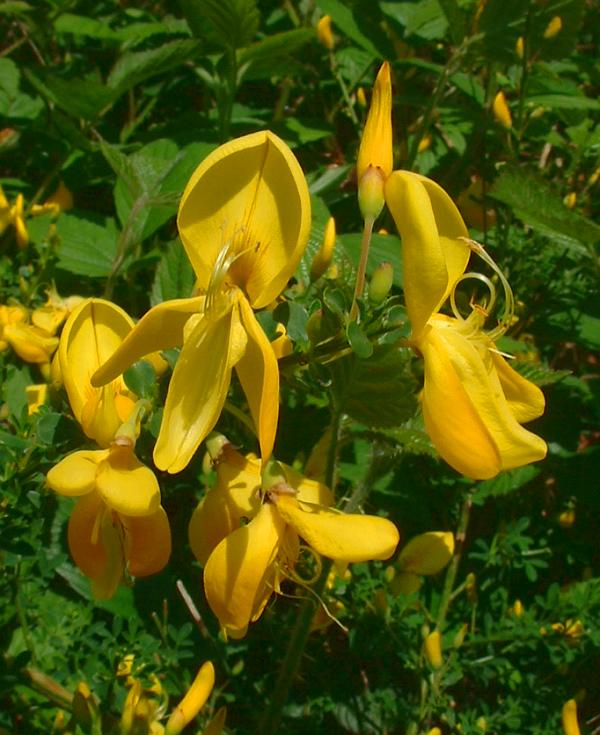
Cytisus scoparius
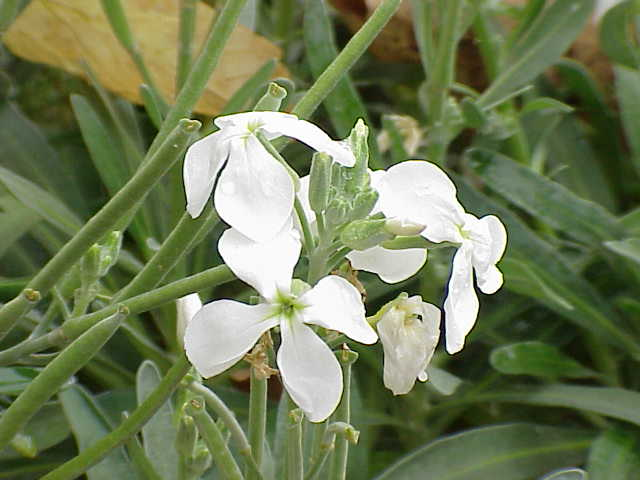
Matthiola incana
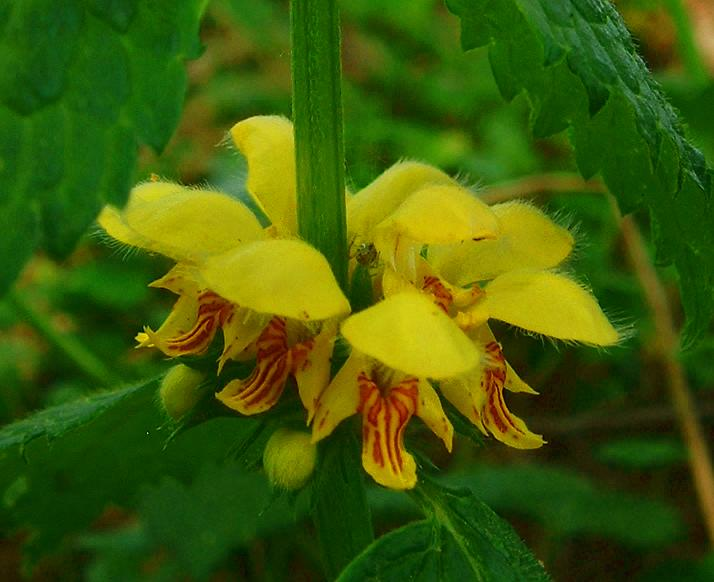
Lamiastrum galeobdolon